# William Jewett

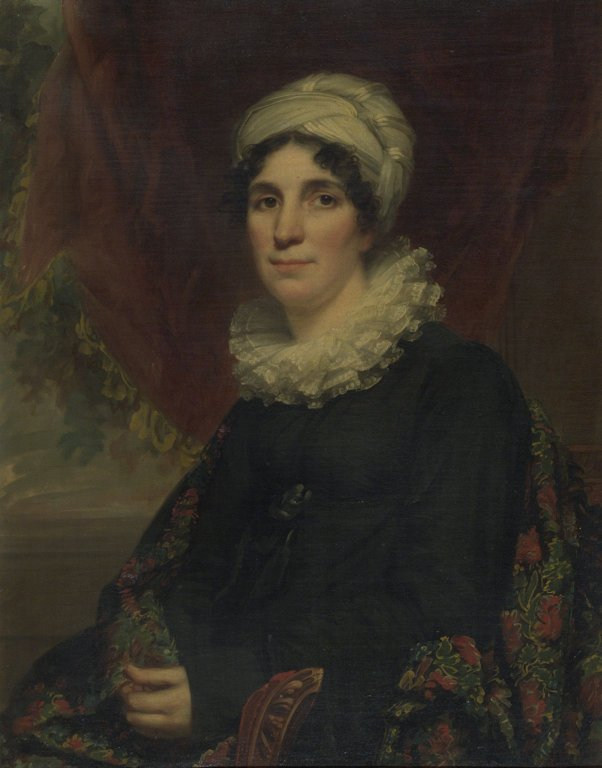
Retrato de Elizabeth Benezet (1819), obra de Waldo y Jewett. Brooklyn Museum, Nueva York.

William Jewett (East Haddam, Connecticut, 14 de febrero de 1795 - Jersey City, 1874) fue un pintor estadounidense. Entre 1820 y 1854 formó pareja artística con su descubridor y maestro, el pintor Samuel Lovett Waldo. Waldo y Jewett firmaron conjuntamente los retratos que les dieron un enorme prestigio. Ambos fueron elegidos miembros de la National Academy of Design en 1826. 

## Biografía
Procedía de una familia de campesinos, pero perdió a su padre a corta edad y debió trasladarse junto con su madre y sus hermanos a la granja de su abuelo paterno. Jewett era un aprendiz en un taller de construcción de carruajes de New London, Connecticut, donde había entrado a trabajar a los dieciséis años. Su cometido era mezclar los colores y pintar los coches. Sus dotes para la pintura no pasaron desapercibidas para Samuel Lovett Waldo, quien había acudido a New London hacia 1810 para realizar varios retratos y quien animó a Jewett a dedicarse a las bellas artes. Éste abandonó Connecticut y se trasladó a Nueva York para estudiar con Waldo en 1812, quien le tomó predilección y lo alojó con su propia familia. En 1816 Waldo le propuso a Jewett formar una sociedad artística y firmar conjuntamente sus retratos. Jewett dejó muy pocos retratos pintados de su sola mano, por lo que es muy difícil apreciar cuál fue su aportación en las obras realizadas juntamente con Waldo. 